# Amphiesma venningi
Amphiesma venningi е вид влечуго от семейство Смокообразни (Colubridae). Видът е незастрашен от изчезване.

## Разпространение
Разпространен е в Индия (Мегхалая), Китай (Гуанси и Юннан) и Мианмар.